# Mns Lancang
Mns Lancang is een bestuurslaag in het regentschap Pidie Jaya van de provincie Atjeh, Indonesië. Mns Lancang telt 788 inwoners (volkstelling 2010).